# Cubanoptila madremia
Cubanoptila madremia är en nattsländeart som beskrevs av Lazar Botosaneanu 1977. Cubanoptila madremia ingår i släktet Cubanoptila och familjen stenhusnattsländor. Inga underarter finns listade i Catalogue of Life.